# Kecamatan Seputih Mataram
Kecamatan Seputih Mataram (indonesiska: Seputih Mataram) är ett distrikt i Indonesien.   Det ligger i provinsen Lampung, i den västra delen av landet, 240 km nordväst om huvudstaden Jakarta.